# Witness (film, 1985)
Pour les articles homonymes, voir Witness.
 (juin 2022).
Pour plus de détails, voir Fiche technique et Distribution.
Witness, ou Témoin sous surveillance au Québec, est un film américain réalisé par Peter Weir et sorti en 1985.
Witness est présenté en ouverture du festival de Cannes 1985. Le film est un succès critique et public. Il reçoit également plusieurs distinctions, dont huit nominations aux Oscars 1986 pour deux récompenses remportées : l'Oscar du meilleur scénario original et celui du meilleur montage.

## Synopsis
Après la mort de son mari dans le comté de Lancaster, en Pennsylvanie, en 1984, une jeune femme amish, Rachel Lapp (Kelly McGillis), décide d’emmener son fils de 8 ans, Samuel (Lukas Haas), dans le monde extérieur pour la première fois lors d’un voyage à Baltimore, dans le Maryland, afin de rendre visite à sa sœur. Pendant le trajet, Samuel est étonné de voir des gens et ce monde si différents de lui. Alors que Rachel attend à la gare de la 30e rue, à Philadelphie, Samuel en profite pour utiliser les toilettes des hommes. Il y est le témoin de l'assassinat brutal d'un homme (Timothy Carhart). Caché dans une cabine de toilette durant le drame, il assiste à la scène mais ne voit clairement qu’un seul des meurtriers. Par la suite, Rachel et Samuel sont présentés au capitaine John Book (Harrison Ford) et au sergent Carter (Brent Jennings), qui révèlent que la victime était un policier infiltré, nommé Zenovich. Book et Carter amènent Samuel et Rachel au commissariat du centre-ville de Philadelphie afin de permettre une éventuelle identification avec photos ou avec d’autres prisonniers. Mais Samuel n’en reconnaît aucun. Cependant, se promenant et errant dans le commissariat, le jeune garçon aperçoit sur un mur une coupure de journal avec la photo du lieutenant de police James McFee (Danny Glover) de la brigade des stupéfiants, et dénonce discrètement, auprès de John Book, McFee comme étant l'homme qu'il a vu à la gare.
Book signale le tout à son supérieur, le chef Paul Schaeffer (Josef Sommer), expliquant que McFee fut responsable d'une descente où des produits chimiques coûteux utilisés pour produire des amphétamines avaient été découverts, sans jamais être signalés à la police. Zenovich enquêtait sur la disparition de ces produits chimiques qui, s'ils étaient vendus, pouvaient faire de McFee un homme très riche. Ainsi, McFee aurait tué Zenovich pour s’assurer de son silence. Schaeffer conseille à Book de garder l’affaire secrète afin qu'ils puissent y travailler dessus discrètement. Plus tard, Book, rentrant à la maison, se retrouve face à McFee dans le garage. Ce dernier essaie de le tuer. Au cours de la fusillade, Book, bien que grièvement blessé, parvient à faire fuir McFee. Il comprend, dès lors, que Schaeffer est lui aussi dans le coup, étant le seul informé des soupçons qui pesaient sur McFee. Book téléphone donc à Carter, exigeant de lui qu'il supprime toutes les fiches policières notant des détails sur les Lapp et lui précise qu'il va disparaître pendant un temps. Schaeffer, McFee et Fergie (Angus MacInnes), le deuxième meurtrier de Zenovich, commencent alors leur chasse pour accuser de crime Book et le traquer. En fuite, celui-ci ramène Rachel et Samuel à leur ferme dans le comté de Lancaster, mais pendant le trajet, sa santé se dégrade à la suite de sa blessure et il perd connaissance au volant de sa voiture, démolissant une cabane à oiseaux au passage. Ne pouvant aller à l'hôpital, les blessures par balle devant obligatoirement être signalées à la police, Eli Lapp (Jan Rubes), le beau-père de Rachel, accepte, à contrecœur, d'abriter et de soigner Book avec l'assistance de l'apothicaire Stoltzfus (Frederick Rolf).
Deux jours après, Book récupère lentement et en remerciement, offre d'aider aux travaux agricoles. Book a quelques difficultés à s'adapter à la vie rustique mais s'y ajuste rapidement, démontrant même ses talents de menuisier en réparant le nichoir endommagé de Rachel, et en fabriquant des jouets pour Samuel. Par la suite, Samuel enseigne à Book le fonctionnement de la ferme, de l'eau courante au moyen de la roue et l'usage du silo à maïs. Book participe à une fête avec toute la communauté amish où le village élève, selon la tradition, une grange pour le plus récent couple de jeunes mariés. Afin de lui permettre de se fondre dans la communauté locale, Rachel donne à Book quelques vêtements « modestes » Amish appartenant à son mari défunt. Plusieurs Amish restent cependant méfiants quant à sa réelle identité et la véritable raison de sa présence dans la maison de Rachel et d'Eli. Eli amène Book en ville pour qu'il puisse téléphoner à Carter, qui lui enjoint de rester terré… Au retour, Book demande à Rachel de garder son revolver après que Samuel l’a trouvé, forçant Eli à avoir une discussion sérieuse avec Samuel sur la notion amish du bien et du mal. Le petit Samuel admet que depuis qu'il a vu de ses propres yeux un homme être sauvagement assassiné, il pourrait recourir à la violence si lui-même, ou ses proches, étaient menacés par des « hommes mauvais ».
De légères frictions se produisent également entre Book et le voisin de la ferme, Daniel Hochleitner (Alexander Godunov). Rachel étant veuve, Hochleitner espère l’épouser, mais la sent plus intéressée par Book. L’instinct d’Hochleitner se révèle exact quand Rachel et Book commencent à montrer des signes de leur attirance, qui est aussi remarquée par d'autres membres de la communauté. Une nuit, alors que Book répare la voiture dans la grange avec Rachel, la radio joue Wonderful World. Entraîné par le moment, ils commencent à danser. Tous deux sont interrompus par Eli, quelque peu choqué : bien qu'anodine du point de vue « anglais », la danse est une activité à laquelle les Amish ne se livrent pas, pas plus qu'écouter la radio. Cet incident révèle à Eli les premiers signes du désir de Rachel de s'individualiser face à leur manière de vivre. Eli lui signale qu'elle pourrait être mise à l’écart et expulsée par les aînés de leur communauté pour un tel comportement. Rachel, outrée, déclare à Eli n'avoir rien fait de mal. Un soir, Book obnubilé par son attirance pour elle, se présente à la porte grande ouverte de la chambre de Rachel alors qu’elle se lave à la bassine, à moitié nue. L'intense désir de celle-ci pour Book fait en sorte qu'elle offre complaisamment sa nudité sans aucunement s'efforcer de se couvrir. Mais Book renonce, car il aurait dû alors rester, ou elle partir avec lui.
Plus tard, Book retourne en ville avec un groupe d'Amish pour joindre Carter, mais ce dernier a été assassiné. Furieux, Book appelle à la résidence privée de Schaeffer (d'où son appel ne peut être tracé), l’accusant ouvertement de corruption et lui promettant de les traquer lui et McFee. En rentrant à la ferme avec Book, Hochleitner et les autres Amish sont harcelés par quelques jeunes troubles-fête locaux qui insultent la culture Amish et leur pacifisme légendaire. Book, en colère, dit à l'un d'eux : « t'es en train de faire une bêtise », ripostant et lui cassant le nez. Cette bagarre trouble les citoyens, surpris de voir un Amish réagir de telle manière. L’affaire parvient aussitôt jusqu’au shérif de la ville. Book annonce à Eli qu'il partira le lendemain. Rachel, bouleversée par cette nouvelle, fonce à la rencontre de Book en plein champ et les deux partagent un baiser passionné.
Fergie, McFee et Schaeffer arrivent à la communauté au petit matin, menaçant Eli et Rachel. Book observe ceci depuis la grange avec Samuel qu'il envoie se réfugier chez les voisins. Attirant Fergie vers le silo à grain, il le piège en l'incitant à y pénétrer. Il libère une cascade de maïs qui rapidement l'étouffe. Book fouille le maïs près du corps et récupère le fusil de Fergie, dont il se sert pour abattre McFee en légitime défense. Pendant ce temps, Samuel sonne la cloche de sa ferme afin d’alerter les champs voisins. Quand Schaeffer, perdant la raison, menace de tirer sur Rachel, Book accepte de se livrer à lui. À ce moment, plus de quinze Amish arrivent à la ferme de Lapp, répondant à l'appel à l'aide. Book, en colère, somme Schaeffer de cesser sa folie, soulignant qu'il ne sera jamais en mesure de tuer tout le monde et de s’en sortir impunément. Schaeffer se rend compte qu'il a vraiment perdu pied et, pantois, se laisse désarmer. La police locale arrive bientôt et emmène Schaeffer.
Alors que Book se prépare à quitter la ferme pour de bon, il partage un dernier moment avec Samuel et un regard d'amour avec Rachel. Reprenant sa voiture, il salue Eli et quitte la ferme des Lapp, croisant sur le chemin Daniel Hochleitner, qui se rend vers la maison de Rachel.

## Fiche technique
- Titre original et français : Witness
- Titre québécois : Témoin sous surveillance
- Réalisation : Peter Weir
- Scénario : Earl W. Wallace et William Kelley, d'après une histoire de Pamela Wallace, Earl W. Wallace et William Kelley
- Musique : Maurice Jarre
- Photographie : John Seale
- Montage : Thom Noble
- Décors : Stan Jolley
- Production : Edward S. Feldman (en), David Bombyk et Wendy Stites
- Sociétés de production : Paramount Pictures et Edward S. Feldman Production
- Distribution : Paramount Pictures
- Budget : 12 millions de USD
- Pays de production :  États-Unis
- Langue originale : anglais
- Format : Couleurs - Technicolor, 1,85:1 - son Dolby Stéréo - 35 mm
- Genre : thriller, policier
- Durée : 112 minutes
- Dates de sortie[1] :
  - États-Unis : 8 février 1985
  - France : 8 mai 1985 (festival de Cannes 1985 - film d'ouverture[2])
  - France : 22 mai 1985

## Distribution
- Harrison Ford (VF : Richard Darbois[Note 1]) : John Book
- Kelly McGillis (VF : Frédérique Tirmont) : Rachel Lapp
- Josef Sommer (VF : Serge Lhorca) : Paul Schaeffer
- Lukas Haas (VF : Guillaume Boisseau) : Samuel Lapp
- Jan Rubes (VF : Claude Joseph) : Eli Lapp
- Alexander Godunov (VF : Michel Papineschi) : Daniel Hochleitner
- Danny Glover (VF : Tola Koukoui) : James McFee
- Brent Jennings : Elden Carter
- Patti LuPone : Elaine Book, la sœur de John
- Angus MacInnes (VF : Max André) : Fergie
- Frederick Rolf : Stoltzfus
- Viggo Mortensen : Moses Hochleitner
- John Garson : l'évêque Tchantz
- Beverly May : Mme Yoder
- Ed Crowley (VF : Marc De Georgi) : le shérif
- Timothy Carhart : Zenovich
- Sylvia Kauders : la femme touriste
- Marian Swan : Madame Schaeffer
- Maria Bradley : la fille de Schaeffer
- Rozwill Young : T-Bone
- Robert Earl Jones : Pop

## Production

### Développement
Le film est développé initialement sous le titre Called Home, qui désigne la mort selon le peuple amish. Le studio avait tout d'abord demandé à David Cronenberg de réaliser le film. John Badham a ensuite refusé le projet. Peter Weir voulait quant à lui réaliser Mosquito Coast, dont il faisait les premiers repérages. N'ayant pas suffisamment de fonds pour mettre le film en chantier, il accepte finalement de réaliser Witness. Il demande aux scénaristes de retravailler le script, qui se concentrait plus sur Rachel, pour voir davantage l'histoire via les yeux de John Book.
Initialement le film devait se terminer sur une scène dans laquelle John et Rachel s'avouent mutuellement leur amour, mais le réalisateur senti que cette scène n'était pas nécessaire et décida de pas la tourner. Les dirigeants du studio ne furent pas convaincus pensant que le public ne comprendrait pas cette conclusion et tentèrent de le faire changer d'avis. Peter Weir resta néanmoins sur sa position, arguant que les émotions des personnages devaient seulement être exprimées visuellement.

### Choix des interprètes
Sylvester Stallone était le premier choix pour le rôle de John Book. Jack Nicholson, Mel Gibson, Kevin Costner, Clint Eastwood et Richard Gere furent également envisagés de jouer le rôle principal.
Isabella Rossellini devait incarner le rôle de Rachel, mais déclina l'offre, le rôle est finalement obtenu par Kelly McGillis.
Il s'agit du premier film dans lequel joua l'acteur Viggo Mortensen, devenu célèbre plus tard dans USS Alabama en 1995 et À armes égales (G.I. Jane) en 1997, mais aussi et surtout pour son rôle d'Aragorn dans la série de films Le Seigneur des anneaux de Peter Jackson.

### Tournage
Le tournage s'est déroulé à Intercourse, Lancaster et Philadelphie, en Pennsylvanie.

## Accueil

### Accueil critique
Sur l'agrégateur américain Rotten Tomatoes, le film récolte 93 % d'opinions favorables pour 40 critiques. Sur Metacritic, il obtient une note moyenne de 76⁄100 pour 14 critiques.

### Box-office
Le film est un succès commercial, récoltant plus de 68 millions de dollars rien qu'au box-office américain. Il est ainsi le 8e meilleur film au box-office 1985 au Canada et aux États-Unis. À l'international, il rapporte 47,4 millions de dollars, pour un total de 116,1 millions de dollars au box-office mondial. En France, le film attire 2 206 007 spectateurs en salles, soit le 18e meilleur résultat au box-office France 1985.

## Distinctions
- Prix du meilleur film étranger, lors des Hochi Film Awards 1985.
- Nommé 8 fois aux Oscars du cinéma de 1986 (dont meilleur film, meilleur réalisateur, meilleure photographie, meilleure musique, meilleure direction artistique et meilleur acteur), il en remporte 2 pour le meilleur scénario original et le meilleur montage.
- Prix Edgar-Allan-Poe du meilleur scénario.
- Prix de la meilleure musique (Maurice Jarre) et nomination aux prix du meilleur film, meilleur scénario, meilleure photographie, meilleur montage, meilleur acteur (Harrison Ford) et meilleure actrice (Kelly McGillis), lors des BAFTA Awards 1986.
- Prix du meilleur film étranger, lors des Blue Ribbon Awards 1986.
- Nomination au Golden Globe du meilleur film dramatique, meilleur réalisateur, meilleur scénario, meilleure musique, meilleur acteur (Harrison Ford) et meilleur second rôle féminin (Kelly McGillis) en 1986.
- Nomination au Grammy Award de la meilleure musique de film en 1986.
- Prix du meilleur film étranger, lors des Kinema Junpo Awards 1986.

## Clin d’œil
Dans une scène, Rachel demande à l'inspecteur John Book s'il connaît la menuiserie, ce dernier répondant « je bricole ». Plus tard, Book prête main-forte aux amish pour construire une grange en bois. Il est à noter qu'avant de devenir acteur, Harrison Ford était menuisier-charpentier.